# Бутырки (городской округ Клин)
Бутырки — деревня в Клинском районе Московской области, в составе Воронинского сельского поселения. Население — 19 чел. (2010). До 2006 года Бутырки входили в состав Воронинского сельского округа
Деревня расположена в северной части района, примерно в 20 км к северо-востоку от райцентра Клин, высота центра над уровнем моря 192 м. Ближайшие населённые пункты — Доршево и Исаково на западе. У окраины деревни проходит автодорога А108 Московское большое кольцо.

## Население
| 2002 | 2006 | 2010 |
| ---- | ---- | ---- |
| 7    | ↘6   | ↗19  |